# Pàvel Batitski
Pàvel Fiódorovitx Batitski (rus: Павел Фёдорович Батицкий) (27 de juny de 1910 - † 17 de febrer de 1984) va ser un comandant militar soviètic, Mariscal de la Unió Soviètica el 1968 i va rebre el títol d'Heroi de la Unió Soviètica (1965). Va servir com a comandant en cap de les Forces Aèries de Defensa Soviètiques entre 1963 i 1978. Se sospità que va ser l'autor material de l'afusellament del ministre de l'Interior, Lavrenti Béria, esdevingut el 1953, mentre servia com a cap de la Defensa Aèria de Moscou amb el grau de Coronel General.

## Biografia
Nascut a Khàrkiv, el 1922 es va graduar a l'escola secundària; començant a treballar a la planta de motors Falç i Martell de la ciutat. Ingressà a l'Exèrcit Roig a l'octubre de 1924, allistant-se amb només 14 anys a l'escola de preparació militar de Khàrkiv. El 1926 va ser enviat a estudiar a l'Escola Militar de Cavalleria, on es va graduar el 1929. Des de llavors i fins al 1935 va servir a la cavalleria, al comandament d'una esquadra al Districte Militar de Belarús.
El 1938 va graduar-se amb honors a l'Acadèmia Militar Frunze, servint a l'Estat Major General de l'Exèrcit Roig, dins del departament operatiu per a assignacions especials. Entre setembre de 1939 i octubre de 1940 va ser Cap de l'Estat Major dels consellers militars soviètiques al quarter general de Chiang Kai-shek. En tornar de la Xina serví com a cap d'estat major d'una brigada motoritzada a Kaunas, dins del Districte Militar del Bàltic. Al març de 1941 va ser nomenat comandant de la 202a Divisió Motoritzada del Districte Militar del Bàltic.
A la Gran Guerra Patriòtica, Batitski participà des del primer moment, arribant a aturar l'ofensiva alemanya a Siauliai. Des de novembre de 1941, és comandant de la 254a divisió de fusellers, formant part de l'11è Exèrcit, englobat al Front Nord-occidental. Participa en les operacions de Demiansk el 1942, no permetent als alemanys ampliar el corredor d'evacuació.
Des de juliol de 1943 és comandant del 73è Cos d'Infanteria als fronts de Voronej, Estepa, Primer i Segon Ucraïnès. Va participar en la batalla pel Dnièper. Posteriorment va distingir-se en combat a l'alliberament de Txerkassi, a l'ofensiva Korsun-Xevtxenkovski. En l'operació Uman–Botoşani, entre març i abril de 1944, el seu cos va ser una de les primeres unitats soviètiques en travessar la frontera de Romania; i entre abril i maig de 1944 va comandar temporalment el 50è Cos d'Infanteria.
Des de maig de 1944 i fins al final de la guerra va comandar el 128è Cos d'Infanteria, englobat primer al Primer Front de Belarús i després al Tercer. En el transcurs de l'operació Bagration el 1944 el seu cos va trencar les línies enemigues prop de Bobruisk, alliberant les ciutats de Baranovitxi i Brest i travessà el riu Buh. A continuació, desplegat a Prússia Oriental, participà en l'operació Gumbinen-Goldapskoi i en l'ofensiva de Prússia Oriental. A l'abril del 1945, de nou amb el 1r Front d'Ucraïna, participà en les batalles de Berlín i Praga. Va ser recomanat per rebre el títol d'Heroi de la Unió Soviètica, però no se li va concedir a causa d'un conflicte amb un comissari polític d'alt rang.
Al març de 1946 va comandar un cos de fusellers; el 1948 va graduar-se amb una medalla d'or a l'Acadèmia Militar d'Estat Major; però malgrat això, no va ser destinat a l'Exèrcit sinó a les Forces Aèries de Defensa, i des de setembre de 1948 exercí com a cap de l'Estat Major de la Defensa Aèria del Districte Militar de Moscou.
Entre febrer i setembre de 1950 tornà a la guerra, en ser nomenat comandant del Grup de Defensa Aèria del Districte de Xangai, amb la missió de cobrir dels atacs aeris del Guomindang que venien des de Taiwan. Hi havia un munt de treball, car calia crear un sistema de defensa des del principi, implementar diversos destructors soviètics, artilleria antiaèria, reflectors de radar, així com instruir als especialistes xinesos.
Des de setembre de 1950, en tornar de la Xina va ser nomenat Cap de l'Estat Major i Cap Adjunt de la Força Aèria. Des de juliol de 1953 va ser vicecomandant primer del Districte Militar de Moscou. El 23 de maig de 1953, després de la sentència especial del Tribunal Suprem de l'URSS, es va presentar voluntari per l'execució del ministre de l'Interior, Lavrenti Béria. Des de maig de 1954 va ser comandant d'un exèrcit mecanitzat; i a l'agost passà a comandar la Defensa Aèria del Districte Militar de Moscou.
Des de març de 1965 va ser Vicecomandant de l'Estat Major General de les Forces Armades de l'URSS. Des de juliol de 1966 i durant 12 anys va ser comandant de les Forces Aèries de Defensa i viceministre de Defensa. Al mateix temps va ser comandant de les Forces de Defensa Aèria i Vicecomandant de les Forces Armades dels estats membres del Pacte de Varsòvia.
El 1970 va prendre part en l'operació Caucas, l'ajut militar soviètic a Egipte durant la Guerra de Desgast entre Egipte i Israel. Va ser rellevat del seu càrrec a causa del seu propi informe a causa del seu desacord amb la decisió d'incloure una part de grans dimensions de les Forces de Defensa Aèria en els districtes militars de frontera. Es creu que aquesta decisió violà el sistema de comandament i control de defensa aèria. Des del juliol de 1978 va ser nomenat Inspector General del grup d'inspectors del Ministeri de Defensa.
Va morir a Moscou el 17 de febrer de 1984. Va ser enterrat al cementiri de Novodévitxi.
Va ser membre del PCUS des de 1938; membre adjunt del Comitè Central del PCUS des de 1961 i membre de ple dret des del 1966. Va ser membre adjunt del Soviet Suprem entre 1962 i 1984.

## Condecoracions
- Heroi de la Unió Soviètica (1965)
- Orde de Lenin (5)
- Orde de la Revolució d'Octubre (1970)
- Orde de la Bandera Roja (5)
- Orde de Kutuzov de 1a i 2a classe
- Orde de Suvorov de 2a classe
- Orde del Servei a la Pàtria a les Forces Armades de 3a classe
- Medalla del Centenari de Lenin
- Medalla de la victòria sobre Alemanya en la Gran Guerra Patriòtica 1941-1945
- Medalla del 20è Aniversari de la Victòria en la Gran Guerra Patriòtica
- Medalla del 30è Aniversari de la Victòria en la Gran Guerra Patriòtica
- Medalla del 40è Aniversari de la Victòria en la Gran Guerra Patriòtica
- Medalla per l'Alliberament de Varsòvia
- Medalla per l'Alliberament de Praga
- Medalla dels Veterans de les Forces Armades Soviètiques
- Medalla per la Consolidació de la Cooperació de Combat
- Medalla del 20è Aniversari de l'Exèrcit Roig
- Medalla del 30è Aniversari de l'Exèrcit i l'Armada Soviètics
- Medalla del 40è Aniversari de les Forces Armades Soviètiques
- Medalla del 50è Aniversari de les Forces Armades Soviètiques
- Medalla del 60è Aniversari de les Forces Armades Soviètiques
- 16 ordres i condecoracions estrangeres